# Bahnhof Bad Suderode

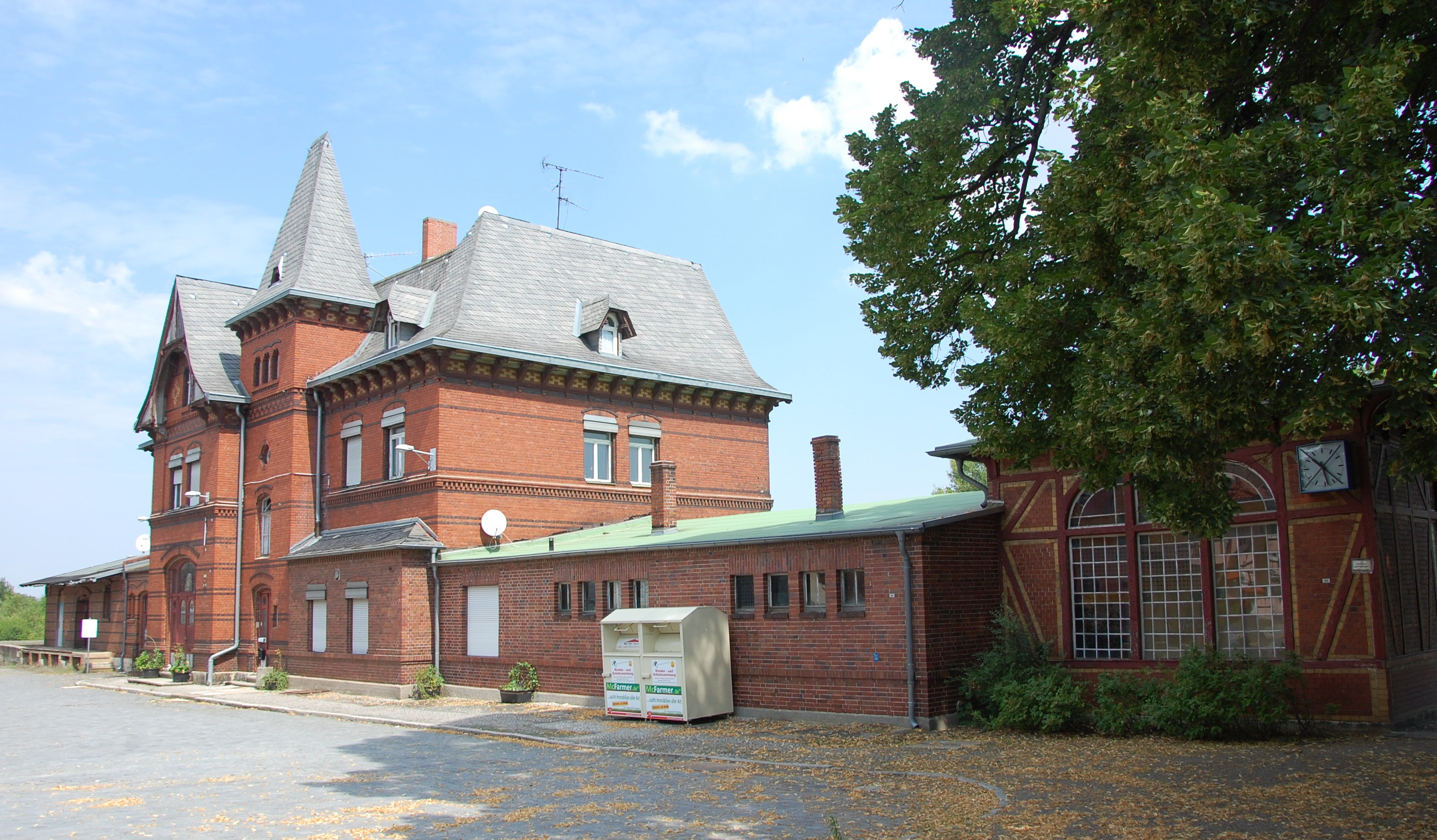
Bahnhof Bad Suderode

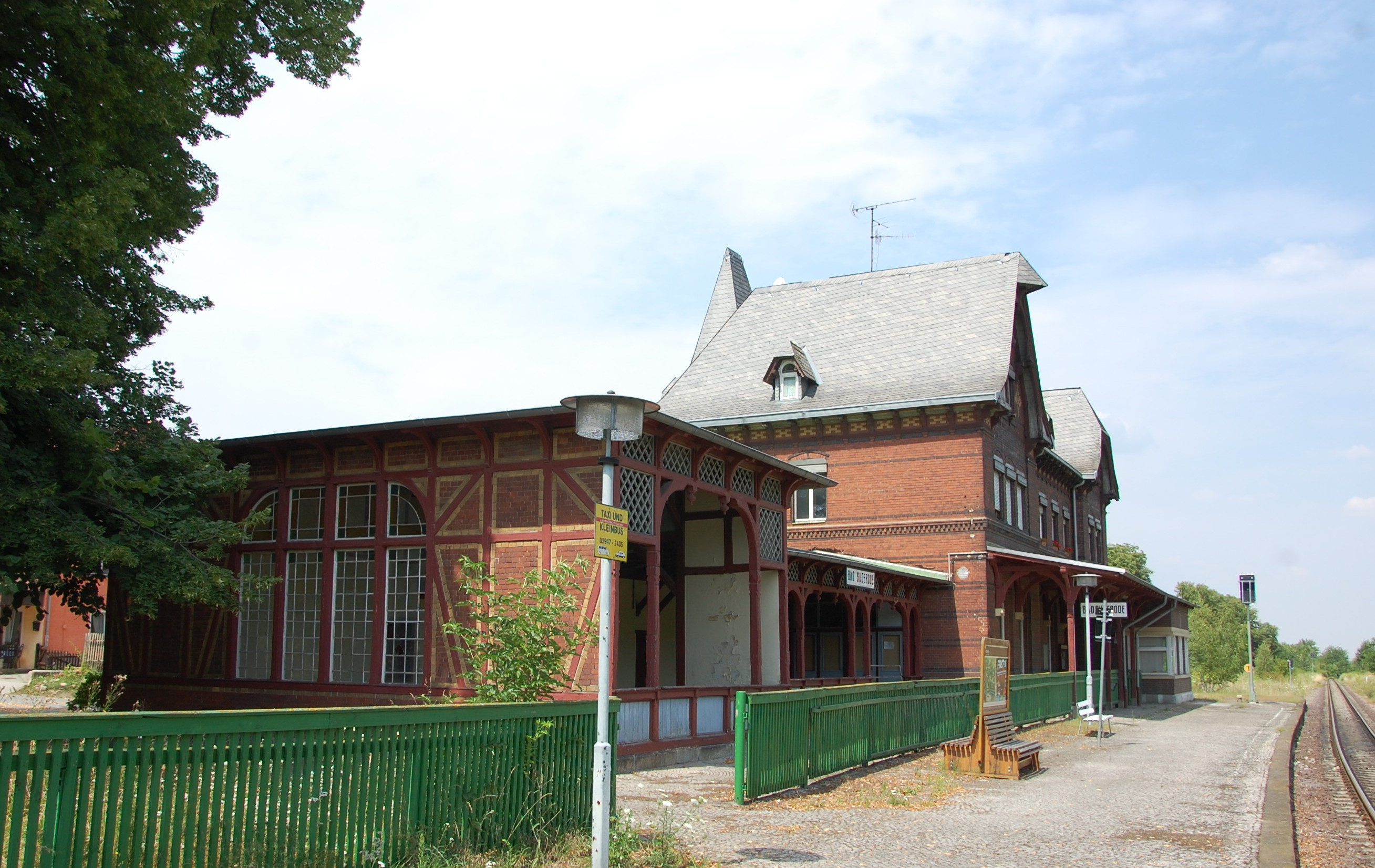
Bahnsteigseite

Der Bahnhof Bad Suderode ist ein denkmalgeschützter Bahnhof an der Selketalbahn in dem zur Stadt Quedlinburg in Sachsen-Anhalt gehörenden Ortsteil Bad Suderode.

## Lage
Er befindet sich am nördlichen Rand der Ortslage von Bad Suderode an der Adresse Bahnhofstraße 60 und ist im örtlichen Denkmalverzeichnis als Bahnhof eingetragen.

## Architektur und Geschichte
Ende des 19. Jahrhunderts entstand der an ein Herrenhaus erinnernde Bahnhof für die 1885 eröffnete normalspurige Bahnstrecke Ballenstedt–Quedlinburg. Die Fassade des asymmetrischen gestalteten Baus besteht aus roten Klinkern. Die Schalterhalle und das zur Wohnung des Bahnhofsvorstehers führende Treppenhaus sind überwiegend noch bauzeitlich erhalten.
Am 31. Januar 2004 wurde die Strecke stillgelegt. Die Strecke zwischen Gernrode und Quedlinburg wurde zu einer Schmalspurstrecke umgebaut, die in die Selketalbahn eingegliedert und am 4. März 2006 eingeweiht wurde. Der planmäßige Verkehr erfolgt seit dem 26. April 2006.
Am 4. April 2014 wurde das Bahnhofsgebäude für 50.500 € versteigert. Das Mindestgebot hatte bei 12.500 € gelegen. Die Wohn- und Nutzfläche des Gebäudes beträgt 400 m², die Grundstücksgröße etwa 3.000 m².